# Charles Carroll (Jurist)
Charles Carroll (* 22. März 1723 in Annapolis, Province of Maryland; † 23. März 1783 bei Baltimore, Maryland) war ein US-amerikanischer Politiker. In den Jahren 1776 und 1777 war er Delegierter für Maryland im Kontinentalkongress.

## Werdegang
Charles Carroll war ein Cousin von US-Senator Charles Carroll (1737–1832) und von Daniel Carroll (1730–1796), einem Unterzeichner der Unabhängigkeitserklärung der Vereinigten Staaten. Ein weiterer Cousin war Daniels Bruder John Carroll (1735–1815), der erste katholische Bischof bzw. Erzbischof in den Vereinigten Staaten. Carroll wurde in Europa erzogen und unterrichtet. Er besuchte Schulen in Lissabon und in England. Dort absolvierte er sowohl das Eton College als auch die University of Cambridge. Nach einem Jurastudium und seiner Zulassung als Rechtsanwalt begann er ab 1755 in Annapolis in diesem Beruf zu arbeiten. Im selben Jahr wurde er als Nachfolger seines verstorbenen Vaters Mitglied im kolonialen Abgeordnetenhaus von Maryland. Er erbte das väterliche Vermögen sowie die Ländereien und war damit ein reicher Mann. Im Jahr 1760 wurde sein Sommersitz auf der Georgia Plantation bei Baltimore fertiggestellt, den er Mount Clare nannte.
Carroll blieb Mitglied im kolonialen Parlament bis zur amerikanischen Revolution, der er sich in den 1770er Jahren anschloss. Er wurde Mitglied einiger Freiheitsausschüsse in Maryland. Im Jahr 1776 entwarf er die Declaration of Rights für Maryland. Zwischen 1776 und 1777 vertrat er Maryland im Kontinentalkongress. Von 1777 bis zu seinem Tod gehörte er dem Senat von Maryland an. Er starb am 23. März 1783, einen Tag nach seinem 60. Geburtstag, auf Mount Clare nahe Baltimore.